# Nif-Nif, Naf-Naf et Nouf-Nouf
Nif-Nif, Naf-Naf et Nouf-Nouf (Fifer, Fiddler and Practical Pig en VO) sont des personnages de fiction créés par les studios Disney. Inspirés du conte traditionnel Les Trois Petits Cochons, ils sont apparus pour la première fois le 27 mai 1933 dans le court-métrage d'animation Les Trois Petits Cochons de la série des Silly Symphonies.
Poursuivis sans relâche mais sans succès par leur ennemi héréditaire, le « Grand méchant loup » (The Big Bad Wolf en VO), ils sont les vedettes de trois autres Silly Symphonies, Le Grand Méchant Loup en 1934, Les Trois Petits Loups en 1936 et Le Cochon pratique en 1939. Ils font aussi des apparitions dans L'Équipe de Polo (1936), The Thrifty Pig (1941) ou plus récemment dans Le Noël de Mickey (1983), Qui veut la peau de Roger Rabbit (1988) et la série télévisée Disney's tous en boîte (2001-03).
À partir de 1934, ils apparaissent dans de nombreuses bandes dessinées. Ils deviendront — paradoxalement — les meilleurs amis du fils de Grand Loup, P'tit Loup, créé en 1945.
D'après les studios Disney[réf. nécessaire], les trois petits cochons auraient pour cousin le personnage de Peter Pig, apparu aux côtés de Donald Duck dans la Silly Symphony, Une petite poule avisée (1934).

## Origine des prénoms
Si en version originale anglaise les cochons sont désignés par leur instrument ou leur qualité (« Fifer » le flûtiste, « Fiddler » le violoniste et « Practical » celui avec le sens pratique), la version française a privilégié pour leur nom l'allitération, principe repris par la suite avec, entre autres, Riri, Fifi et Loulou ou Lili, Lulu et Zizi. De plus, les cochons ne sont pas présentés dans le même ordre que celui de l'histoire originale : Nif-Nif (Fiddler Pig) est chronologiquement le deuxième, Naf-Naf (Practical Pig) le troisième et Nouf-Nouf (Fifer Pig) le premier.

## La voix des trois petits cochons

### Voix originales
- Dorothy Compton (Fifer Pig), Mary Moder (Fiddler Pig) et Pinto Colvig (Practical Pig) dans les premiers films[2].

## Filmographie
- 1933 : Les Trois Petits Cochons (Three Little Pigs) (court métrage)
- 1934 : Le Grand Méchant Loup (The Big Bad Wolf) (court métrage)
- 1936 : L'Équipe de Polo (Mickey's Polo Team) (court métrage)
- 1936 : Les Trois Petits Loups (Three Little Wolves) (court métrage)
- 1936 : Le Retour de Toby la tortue (Toby Tortoise Returns) (court métrage)
- 1939 : Le Cochon pratique (The Practical Pig) (court métrage)
- 1939 : Standard Parade (court métrage)
- 1941 : The Thrifty Pig (court métrage)
- 1942 : Food Will Win the War (court métrage)
- 1963 : Cri-Crí, El Grillito Cantor (long métrage)
- 1983 : Le Noël de Mickey (long métrage)
- 1988 : Qui veut la peau de Roger Rabbit (Who Framed Roger Rabbit) (long métrage)
- 2001-2003 : Tous en boîte (Disney's House of Mouse) (série télévisée)
- 2013-2019 :  Mickey Mouse (série télévisée)
- 2020-En cours : Le Monde Merveilleux de Mickey (The Wonderful World of Mickey Mouse)[3] (série télévisée)

## Noms dans différents pays
- Allemagne : Fiedler, Schweinchen Schlau, Pfeiffer
- Brésil : Heitor, Porquinho Prático, Cícero
- États-Unis/ Royaume-Uni : Fiddler Pig, Practical Pig, Fifer Pig
- Finlande : Veli Viulu, Veli Ponteva, Veli Huilu
- France : Nif-Nif, Naf-Naf, Nouf-Nouf
- Italie : Timmi, Gimmi, Tommi
- Norvège : Lillebror Gris, Storebror Gris, Spillebror Gris
- Pays-Bas : Knir, Knor, Knar
- Suède : Bror Hurtig, Bror Duktig, Bror Lustig
- Russie : Ниф-Ниф, Наф-Наф, Нуф-Нуф